# Portret van een man (Rembrandt)
Portret van een man is een schilderij toegeschreven aan Rembrandt in het Metropolitan Museum of Art in New York. Het schilderij is een staande rechthoek van 83,5 op 64,5 centimeter, met olieverf geschilderd op doek.

## Voorstelling
Het schilderij stelt een man voor gekleed in een zwarte jas met een platte, witte kraag met akertjes en een breedgerande, zwarte hoed. Wie de man is, is niet bekend. Het werk is niet gesigneerd en was gedateerd 1664, maar die datering is intussen verdwenen. Het werk werd vermoedelijk geschilderd in de tweede helft van de jaren 1650. 

## Herkomst
Het schilderij was van 1854 tot 1863 in bezit van Henry Petty-FitzMaurice (3de markies van Lansdowne) en vervolgens van 1863 tot 1866 in bezit van Henry Petty-FitzMaurice (4de markies van Lansdowne). In 1883 werd het door kunsthandelaar Agnew & Sons (Londen) verkocht aan de Amerikaan Henry G. Marquand. Marquand schonk zijn kunstverzameling in 1890 aan het Metropolitan Museum of Art in New York.